# Train de banlieue de Melbourne
Le Train de banlieue de Melbourne est le réseau de trains de banlieue de la ville de Melbourne, en Australie. Il est composé de 16 lignes radiales et une boucle centrale souterraine. Le réseau est ouvert approximativement entre 5 h 00 et minuit.